# HAT-P-9b
HAT-P-9bはぎょしゃ座の方角に約1560光年の位置にある太陽系外惑星である。2008年6月26日にトランジット法で発見された。質量は木星の78%、半径は140%である。トランジット法で発見されたHD 17156 b以外の全ての惑星と同様に、いわゆるホットジュピターであり、主星からわずか790 kmの距離を3.92日で公転している。